# Johannes Ludwig (Rennrodler)
Johannes Ludwig (* 14. Februar 1986 in Suhl) ist ein ehemaliger deutscher Rennrodler. 2018 gewann er bei den Olympischen Winterspielen die Bronzemedaille im Einsitzer sowie die Goldmedaille mit der Teamstaffel. In seiner erfolgreichsten Saison 2021/22 gewann er bei den Winterspielen 2022 erstmals eine olympische Goldmedaille im Einsitzer. Anschließend gelang ihm auch mit dem Team – wie bereits vier Jahre zuvor – der Olympiasieg. Kurz vor den Olympischen Spielen 2022 hatte Ludwig erstmals auch den Gesamtweltcup im Rennrodeln gewonnen.

## Sportlicher Werdegang

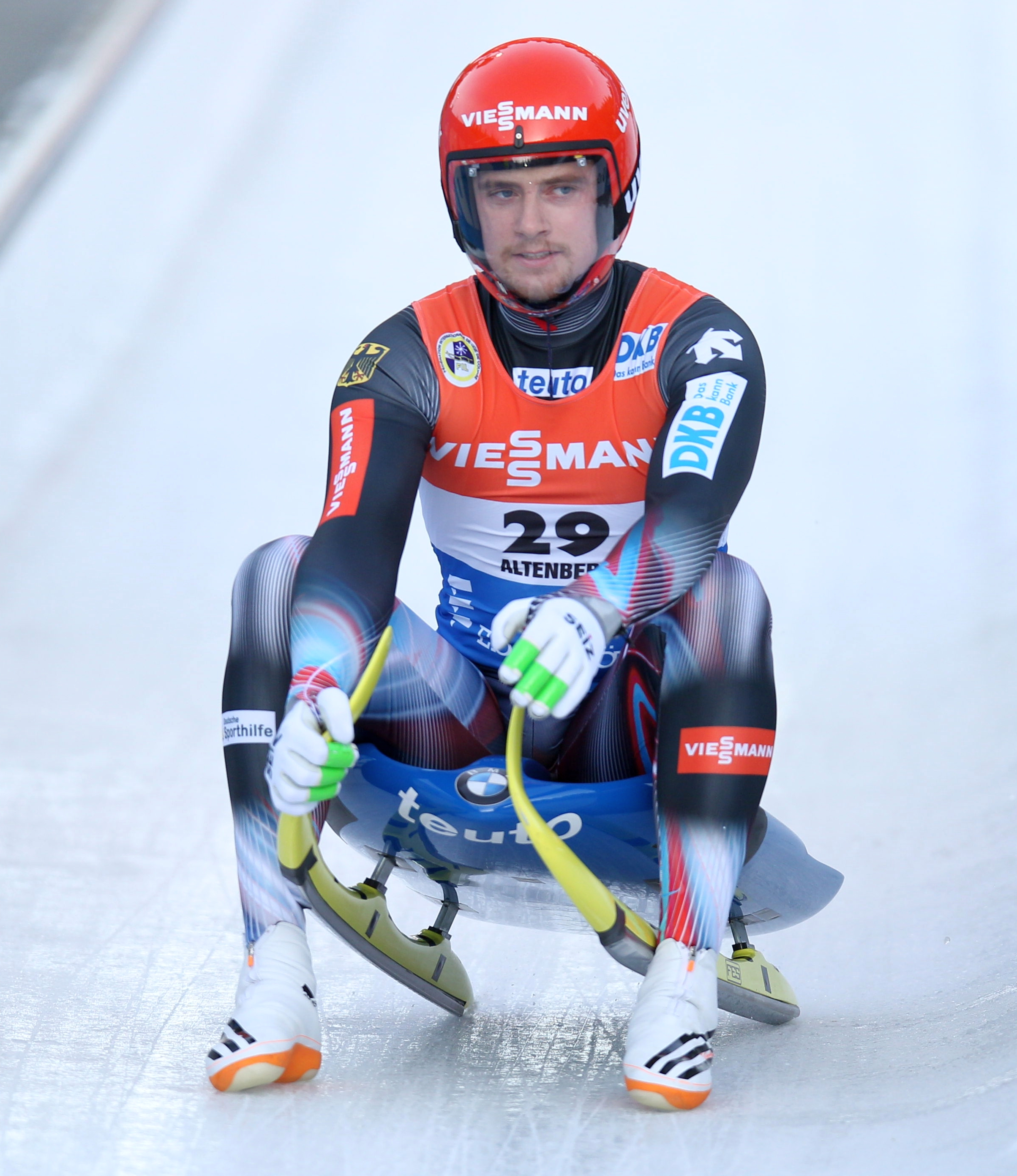
Johannes Ludwig beim Weltcup in Altenberg im Februar 2017

Johannes Ludwig startete für den BSR Rennsteig Oberhof, welcher im WSV Oberhof 05 e. V. angegliedert ist. Der Polizeihauptmeister der Bundespolizeisportschule Bad Endorf betrieb seit 1992 Rennrodeln. Er hat ein Studium in Betriebswirtschaftslehre (Bachelor of Arts) an der Hochschule für angewandtes Management absolviert. Er trainierte an der Bundespolizeisportschule Bad Endorf und der Bundeswehrsportfördergruppe Oberhof. 2005 gewann er die Gesamtwertung des Junioren-Weltcups, ein Jahr darauf wurde er Dritter und Vierter bei den Juniorenweltmeisterschaften. In der Saison 2006/07 bestritt der Thüringer seine erste Saison im Weltcup, wobei er in der Gesamtwertung Platz elf erreichte. Die besten Resultate erreichte er in Park City, Calgary und Winterberg mit den Plätzen fünf, acht beziehungsweise sieben. In den übrigen Rennen war er stets in den Top 20 klassiert. Bei den Weltmeisterschaften 2007 in Innsbruck-Igls erreichte er Platz 11. Auch in der Saison 2007/08 wurde er Elfter der Gesamtwertung und verbesserte seine persönliche Bestleistung auf Rang vier beim Rennen in Altenberg. 2008/09 bestätigte Ludwig als Vierter in Whistler diese Bestleistung, in der Gesamtwertung verbesserte er sich auf Rang acht.
Die Saison 2009/10 brachte den endgültigen Durchbruch in die Weltspitze. Bei Weltcuprennen in Cesana als Drittplatzierter und in Oberhof als Zweiter schaffte er erste Podestplatzierungen und gewann in Winterberg mit der Teamstaffel. Bei den Europameisterschaften 2010 in Sigulda wurde er Sechster und gewann mit der Teamstaffel die Bronzemedaille. Nachdem Ludwig in der Saison 2010/11 nur bei sechs der neun Rennen im Weltcup zum Einsatz kam und dabei nur einmal unter die besten Zehn fuhr, wurde die Saison 2011/12 wieder erfolgreicher. Bei den Weltmeisterschaften 2012 in Altenberg verpasste er auf Platz 4 knapp die Medaillenränge. Im folgenden Winter gelangen ihm einige dritte Plätze bei Weltcup-Rennen. Bei den Europameisterschaften 2013 in Oberhof gewann er die Bronzemedaille hinter Felix Loch und Andi Langenhan; ebenso bei den Weltmeisterschaften 2013 in Whistler.
Am 27. November 2016 erlangte er zu Beginn der Saison 2016/17 beim Weltcup in Winterberg seinen ersten Weltcupsieg. In der Saison 2017/2018 feierte er bei den Olympischen Winterspielen in Pyeongchang seine bis dahin größten sportlichen Erfolge. Am 11. Februar 2018 gewann er die Bronzemedaille im Einsitzer. Dabei profitierte er von einem folgenschweren Fahrfehler seines Teamkollegen Felix Loch im vierten Lauf, der damit von Platz 1 auf Platz 5 zurückfiel, während sich Ludwig im letzten Lauf noch von Platz 5 auf den Bronze-Rang nach vorne schob. Als der in den Einzelrennen bestplatzierte Fahrer war Ludwig entsprechend der Regelung des Deutschen Rodelverbands für die Teamstaffel gesetzt. Gemeinsam mit Natalie Geisenberger sowie den Doppelsitzern Tobias Wendl und Tobias Arlt gewann Ludwig zum Abschluss der Rodelwettbewerbe in Pyeongchang die Goldmedaille.
Zum Auftakt der Saison 2018/19 konnte er am 28. November 2018 in Innsbruck-Igls seinen zweiten Weltcupsieg erringen, als er seine gemeinsame Bestzeit mit Semjon Pawlitschenko im ersten Lauf auch im zweiten Durchgang bestätigen konnte. In der Saison 2019/20 gelang Ludwig am 26. Januar 2020 bei einem kuriosen Weltcup im lettischen Sigulda sein dritter Weltcupsieg, als er nach Platz 21 im ersten Lauf aufgrund schwieriger äußerer Verhältnisse – die Bahn wurde im Laufe des zweiten Durchgangs immer langsamer – noch auf den 1. Rang nach vorne fuhr. Ähnlich kurios fuhr Ludwig auch seinen vierten Weltcupsieg nur eine Woche später bei seinem Heimrennen in Oberhof ein. Diesmal gelang es ihm bei Dauerregen sogar, mit einem 24. Platz nach dem ersten Lauf noch auf Platz 1 vorzufahren. Nur einen Tag später erreichte er zusammen mit Anna Berreiter und den Doppelsitzern Tobias Wendl und Tobias Arlt seinen zweiten Weltcuperfolg mit der Teamstaffel – zehn Jahre nach seinem ersten Triumph. In der Weltcup-Saison 2020/21 gelang Ludwig zwar kein Sieg in einem Weltcup-Rennen, er belegte aber aufgrund mehrerer Top-3-Ergebnisse den zweiten Platz im Gesamtweltcup.

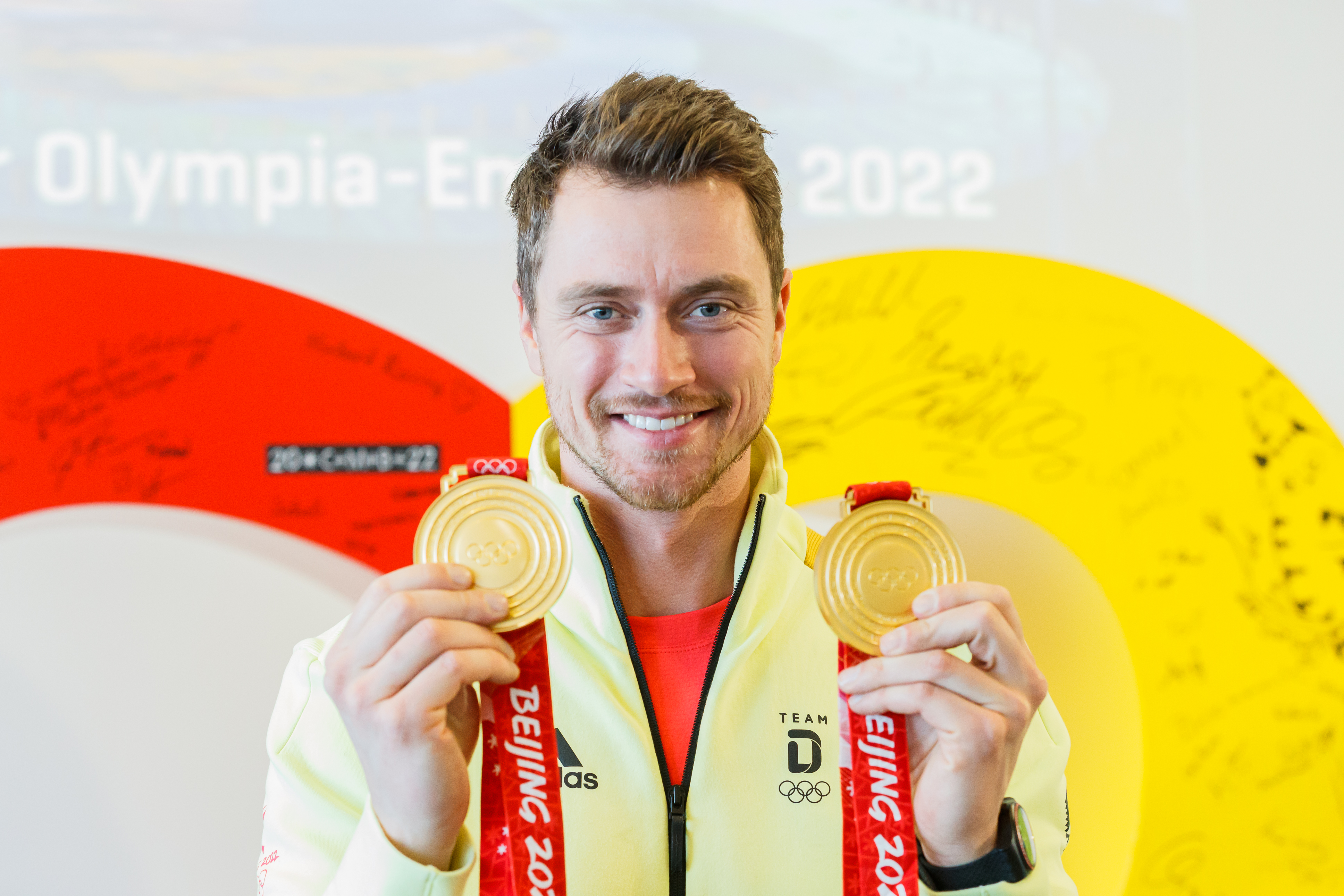
Johannes Ludwig mit den beiden Goldmedaillen der Olympischen Spiele 2022 beim Empfang der Thüringer Olympiateilnehmer

Die ersten beiden Rennen der Saison 2021/22 auf den Olympiabahnen in Yanqing und Sotschi gewann er. Auch in Innsbruck-Igls, Winterberg und Oberhof gelangen ihm Siege. Damit sicherte er sich bereits ein Rennen vor Ende der Weltcup-Saison erstmals den Sieg im Gesamtweltcup. Größter Erfolg seiner Laufbahn ist jedoch der anschließende Gewinn der Goldmedaille im Einsitzer bei den Olympischen Winterspielen 2022 in Peking. Wenige Tage später gelang ihm auch mit dem Team – wie bereits vier Jahre zuvor – der Olympiasieg.
Am 16. Mai 2022 erklärte Ludwig seinen Rücktritt vom aktiven Rodelsport.

## Privates
Johannes Ludwig ist verheiratet und lebt mit seiner Frau und seinen beiden Kindern seit 2019 im niedersächsischen Walsrode.

## Auszeichnungen
- 2018 und 2022: Silbernes Lorbeerblatt[11]
- 2022: Thüringens Sportler des Jahres

## Erfolge

### Weltcupsiege

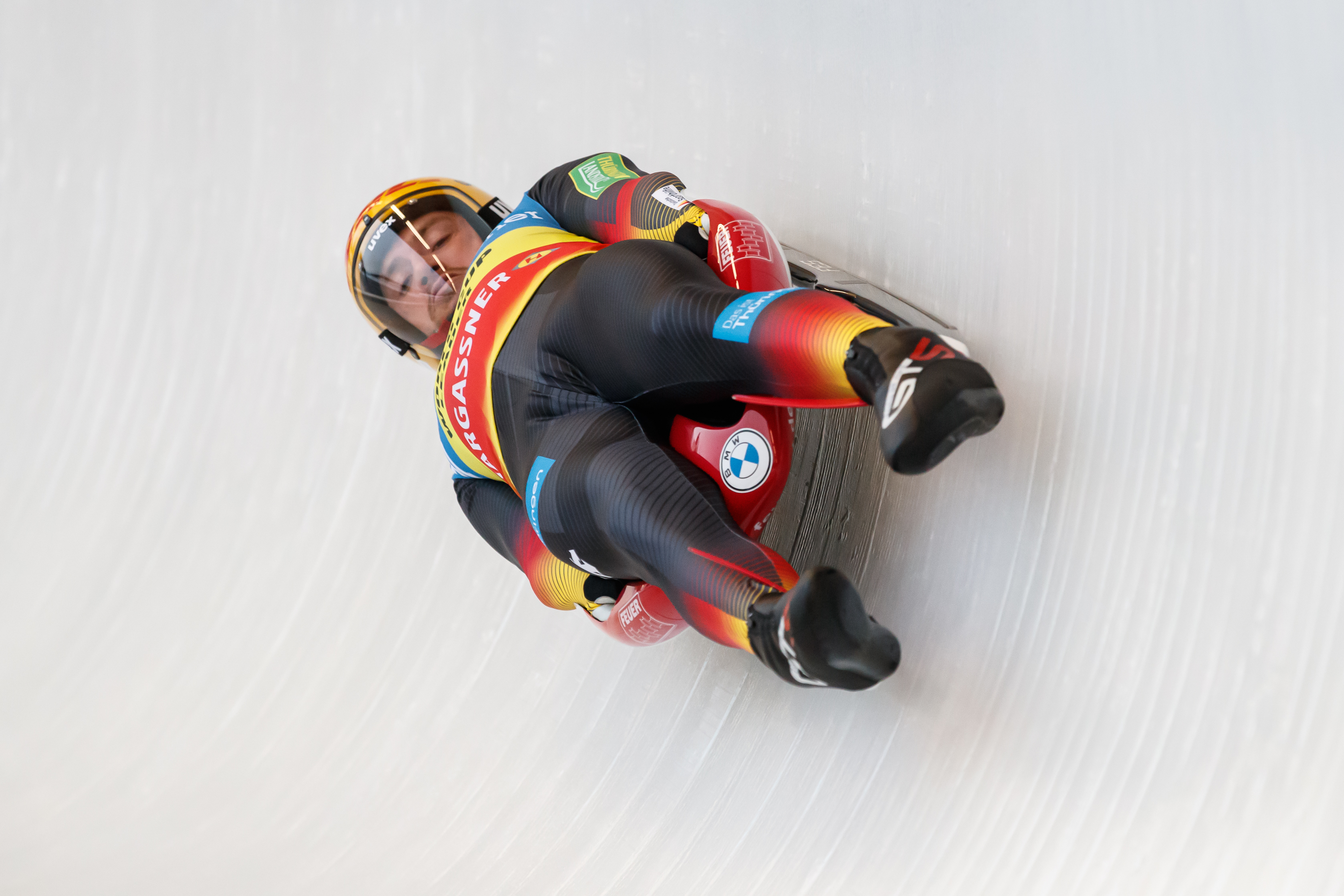
Johannes Ludwig beim Weltcup in Oberhof im Januar 2022

Einzel
| Nr. | Datum         | Ort        | Bahn                            |
| --- | ------------- | ---------- | ------------------------------- |
| 1.  | 26. Nov. 2016 | Winterberg | Bobbahn Winterberg              |
| 2.  | 28. Nov. 2018 | Innsbruck  | Olympia Eiskanal Igls           |
| 3.  | 26. Jan. 2020 | Sigulda    | Rodelbahn Sigulda               |
| 4.  | 1. Feb. 2020  | Oberhof    | Rennrodelbahn Oberhof           |
| 5.  | 22. Feb. 2020 | Winterberg | Bobbahn Winterberg              |
| 6.  | 20. Nov. 2021 | Yanqing    | Yanqing National Sliding Center |
| 7.  | 28. Nov. 2021 | Sotschi    | Sliding Center Sanki            |
| 8.  | 18. Dez. 2021 | Innsbruck  | Olympia Eiskanal Igls           |
| 9.  | 1. Jan. 2022  | Winterberg | Bobbahn Winterberg              |
| 10. | 15. Jan. 2022 | Oberhof    | Rennrodelbahn Oberhof           |

Teamstaffel
| Nr. | Datum         | Ort        | Bahn                  |
| --- | ------------- | ---------- | --------------------- |
| 1.  | 10. Jan. 2010 | Winterberg | Bobbahn Winterberg    |
| 2.  | 2. Feb. 2020  | Oberhof    | Rennrodelbahn Oberhof |
| 3.  | 16. Jan. 2022 | Oberhof    | Rennrodelbahn Oberhof |

### Startrekorde
Ludwig gilt aufgrund seiner Athletik als einer der schnellsten Starter im Rodelweltcup und hält den Startrekord auf acht Rodelbahnen (Stand: 6. Februar 2022).
| Ort         | Bahn                                              | Datum         | Zeit    |
| ----------- | ------------------------------------------------- | ------------- | ------- |
| Lillehammer | Lillehammer Olympiske Bob- og Akebane             | 13. Dez. 2009 | 4,366 s |
| Calgary     | Bob- und Rennschlittenbahn im Canada Olympic Park | 11. Dez. 2010 | 4,780 s |
| Innsbruck   | Olympia Eiskanal Igls                             | 27. Nov. 2011 | 5,319 s |
| Whistler    | Whistler Sliding Centre                           | 9. Dez. 2011  | 6,930 s |
| Sigulda     | Rodelbahn Sigulda                                 | 26. Jan. 2014 | 4,548 s |
| Altenberg   | Rennschlitten- und Bobbahn Altenberg              | 11. Feb. 2015 | 7,040 s |
| Königssee   | Kunsteisbahn Königssee                            | 21. Nov. 2020 | 3,252 s |
| Yanqing     | Yanqing National Sliding Center                   | 5. Feb. 2022  | 2,455 s |